# كريم عريبي
كريم عريبي (مواليد 24 يونيو 1994 في مدينة الرغاية ) هو لاعب كرة قدم جزائري محترف. وهو يلعب مهاجمًا  مع نادي الطلبة العراقي.

## النوادي
ظهر لأول مرة مع نادي شباب باتنة عام 2014، وفي عام 2017، انضم إلى نادي شباب بلوزداد.

### النجم الساحلي
في 2 يناير 2019، انضم عريبي إلى نجم الساحل لمدة أربعة مواسم، قادمًا من دفاع تاجنانت. ظهر لأول مرة مع الفريق في الرابطة التونسية المحترفة الأولى خلال الفوز على النادي الإفريقي، وسجل عريبي فيما بعد هدفه الأول مع النادي ضد نادي حمام الأنف بنتيجة 2-1. في 18 أبريل 2019، في نهائي كأس العرب للأندية ضد الهلال، سجل كريم عريبي الهدف الأول ليقود نجم الساحل للفوز باللقب، وهو التتويج الأول مع ناديه. في 11 أغسطس، ظهر لأول مرة في دوري أبطال أفريقيا CAF وفي نفس المباراة سجل هدفه الأول ضد هافيا كوناكري . بعد أسبوعين ضد نفس النادي سجل ثلاثية سوبر.

### دوري الدرجة الأولى السعودي
احترف في السعودية في نادي القادسية ونادي أحد.

## الحصيلة

### النوادي
آخر تحديث 11 يناير 2020. 
| النادي        | الموسم  | الدوري            | الدوري    | الدوري  | كأس       | كأس     | قاري      | قاري    | آخر       | آخر     | مجموع     | مجموع   |
| النادي        | الموسم  | الدوري            | المباريات | الأهداف | المباريات | الأهداف | المباريات | الأهداف | المباريات | الأهداف | المباريات | الأهداف |
| ------------- | ------- | ----------------- | --------- | ------- | --------- | ------- | --------- | ------- | --------- | ------- | --------- | ------- |
| CA باتنة      | 2016–17 | الدوري الجزائري 1 | 14        | 4       | 0         | 0       | -         | -       | -         | -       | 14        | 4       |
| شباب بلوزداد  | 2016-17 | الدوري الجزائري 1 | 13        | 1       | 3         | 0       | -         | -       | -         | -       | 16        | 1       |
| شباب بلوزداد  | 2017-18 | الدوري الجزائري 1 | 19        | 3       | 2         | 1       | 5         | 0       | -         | -       | 26        | 4       |
| شباب بلوزداد  | مجموع   | مجموع             | 32        | 4       | 5         | 1       | 5         | 0       | -         | -       | 42        | 5       |
| DRB تاجنانت   | 2018-19 | الدوري الجزائري 1 | 14        | 10      | 1         | 0       | -         | -       | -         | -       | 15        | 10      |
| النجم الساحلي | 2018-19 | الدوري التونسي 1  | 10        | 3       | 0         | 0       | 7         | 1       | 4         | 1       | 21        | 5       |
| النجم الساحلي | 2019-20 | الدوري التونسي 1  | 7         | 1       | 0         | 0       | 8         | 9       | 0         | 0       | 15        | 10      |
| النجم الساحلي | مجموع   | مجموع             | 17        | 4       | 0         | 0       | 15        | 10      | 4         | 1       | 36        | 15      |
| المجموع       | المجموع | المجموع           | 77        | 22      | 6         | 1       | 20        | 10      | 4         | 1       | 107       | 35      |

## تتويجات

### النادي
شباب بلوزداد
- كأس الجزائر (1): 2017

النجم الساحلي
- كأس العرب للأندية الأبطال (1): 2018-19

## روابط خارجية
- كريم عريبي  على سكروي

## الهوامش
1. ↑  تتضمن  كأس الجزائر وكأس تونس
2. ↑  كلها تظهر في Confederation Cup
3. ↑  كلها تظهر في  كأس العرب للأندية الأبطال
4. ↑  كلها تظهر في دوري الأبطال